# بخش باگیشور
بخش باگیشور (به انگلیسی: Bageshwar district) یک بخش در هند است که در اوتاراکند واقع شده‌است. بخش باگیشور ۲٬۳۰۲ کیلومتر مربع مساحت و ۲۴۹٬۴۶۲ نفر جمعیت دارد.